# Exochella dubia
Exochella dubia is een mosdiertjessoort uit de familie van de Exochellidae. De wetenschappelijke naam van de soort is voor het eerst geldig gepubliceerd in 1929 door Livingstone.